# Port lotniczy Cozumel
Port lotniczy Cozumel (IATA: CZM, ICAO: MMCZ) – port lotniczy w San Miguel de Cozumel położony na wyspie Cozumel, w stanie Quintana Roo, w Meksyku.